# Sojuz 13
Sojuz 13 (kod wywoławczy Кавказ - Kaukaz) był drugim po Sojuzie 12 lotem testowym przeprojektowanej kapsuły Sojuz. Pojazd dodatkowo wyposażony był w dużą kamerę do prowadzenia obserwacji astrofizycznych.

## Załoga

### Podstawowa
- Piotr Klimuk (1)
- Walentin Lebiediew (1)

### Rezerwowa
- Lew Worobjow (1)
- Walerij Jazdowski (1)

### Druga rezerwowa
- Władimir Kowalonok (1)
- Jurij Ponomariow (1)

## Przebieg misji
Sojuz 13 wystartował z kosmodromu Bajkonur 18 grudnia 1973 roku. Kapsuła, odróżnieniu od zasadniczej wersji Sojuza 7K-T, wyposażona była w baterie słoneczne, co pozwoliło na dłuższy lot. Zamiast niepotrzebnego sprzętu dokującego zamontowano obserwatorium astronomiczne Orion. Przy jego pomocy kosmonauci Walentin Lebiediew i Piotr Klimuk wykonali zdjęcia gwiazd w widmie ultrafioletowym, oraz spektroskopowe zdjęcia Ziemi. Przeprowadzono również eksperymenty medyczne. Załoga wylądowała w ciężkiej burzy śnieżnej 26 grudnia 1973 roku, jednak została odzyskana już kilka minut później.
Nowa kapsuła ponownie spisywała się bardzo dobrze podczas testów.